# Clusia sandiensis
Clusia sandiensis är en tvåhjärtbladig växtart som beskrevs av Adolf Engler. Clusia sandiensis ingår i släktet Clusia och familjen Clusiaceae. Inga underarter finns listade i Catalogue of Life.